# Frauenkircherl

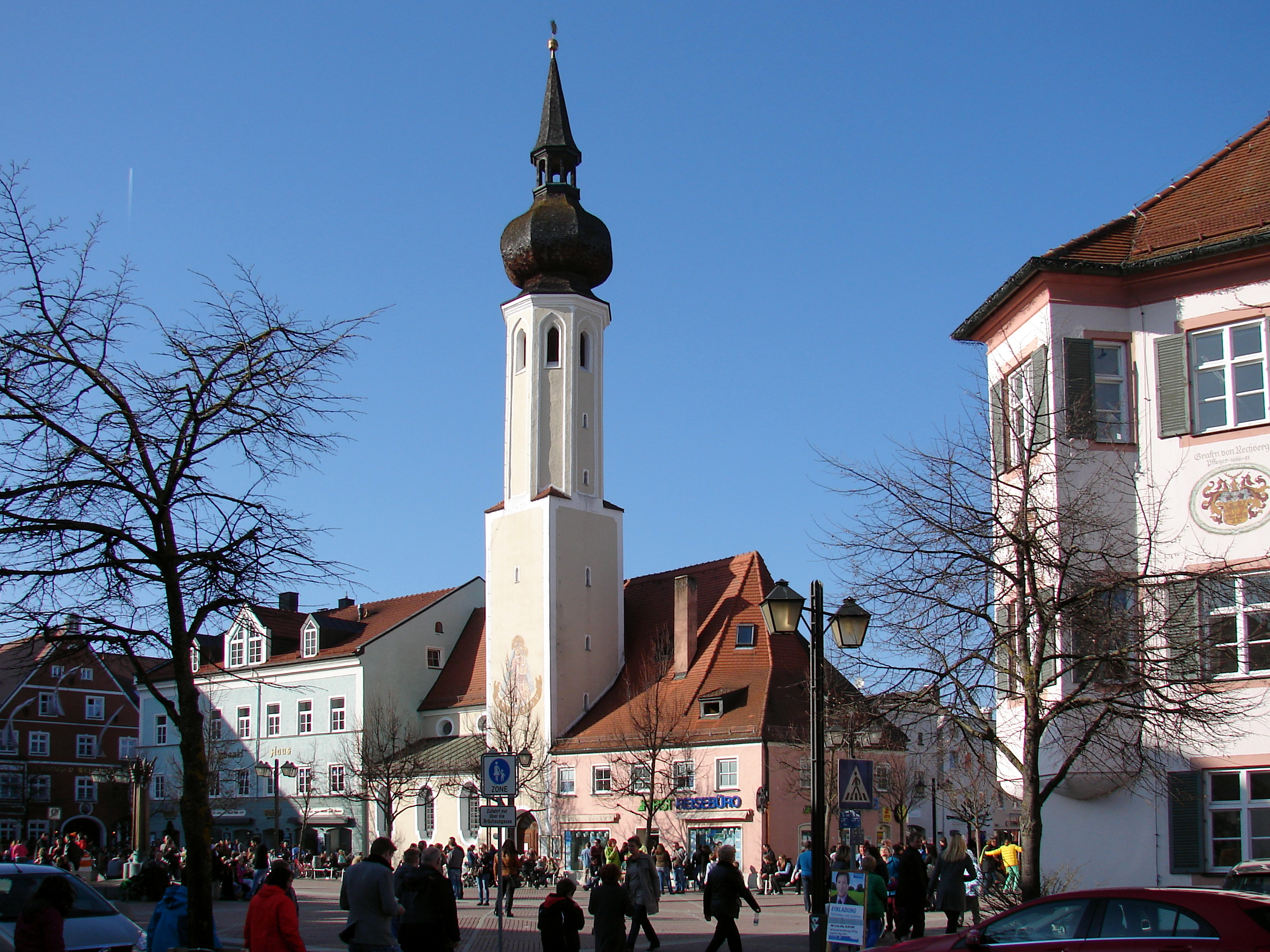
Frauenkircherl, rechts angeschnitten der Grafenstock

Das Frauenkircherl in Erding war bis 1803 eine Kirche und wird heute für Kunstausstellungen verwendet.

## Geschichte
1390 wurde die kleine Kirche im spätgotischen Stil als dreischiffige Basilika errichtet. 1648 wurde sie bei einem Brand schwer beschädigt und 1666 mit einem Zwiebelturm erneuert. 
1803 bedeutete die Säkularisation das Ende als Gotteshaus. Teile der ehemaligen Kirche wurden im Lauf der Zeit in angrenzende Gebäude integriert. Anfang der 1970er Jahre wurde im verbliebenen Rumpf das Feuerwehrhaus untergebracht. 
Seit 1986 dient das Gebäude nach einer grundlegenden Sanierung als Ausstellungs- und Konzertraum. Das Bild der Madonna mit Kind am Turm mit Sonnenuhr wurde 1969 von Benno Hauber gestaltet.

## Glockenspiel
Ein Glockenspiel im Turm ist im Winter dreimal täglich, im Sommer viermal zu hören. Es werden dabei je drei Lieder gespielt, die jede Saison wechseln, darunter populäre Volkslieder oder auch Märsche wie „American Patrol“.